# 獅頭山風景區
獅頭山風景區，是台灣參山國家風景區所屬三大風景區之一，以北台灣佛、道教名山——獅頭山為核心，範圍包括一新竹縣峨眉鄉南半部、北埔鄉中南部、竹東鎮最南端一小塊地區、苗栗縣三灣鄉東北部及南庄鄉全部。

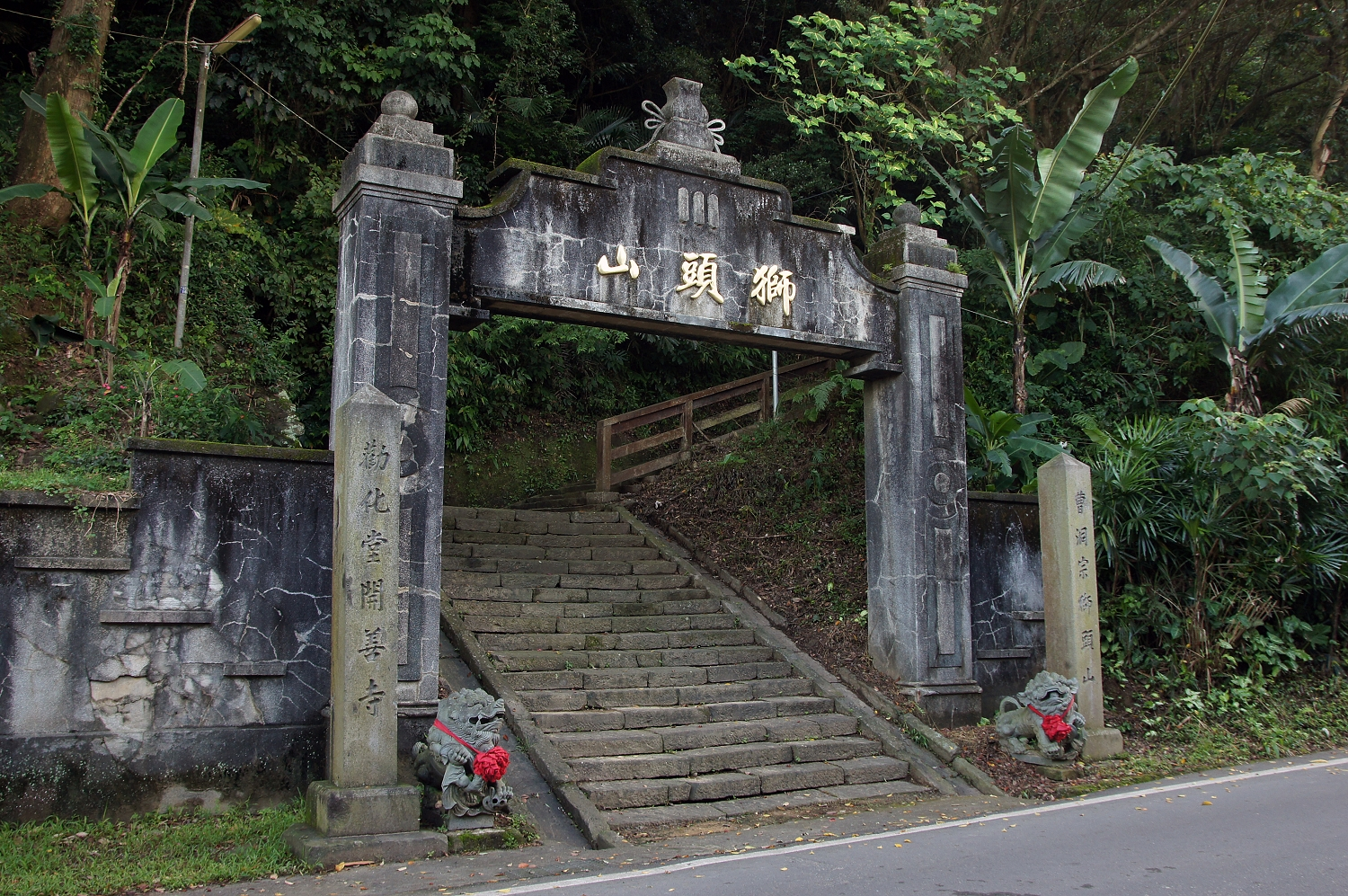
獅頭山古道舊登山口山門

## 概述
獅頭山位於苗栗縣三灣鄉、南庄鄉及新竹縣峨眉鄉交界地帶（峰頂離峨眉鄉境尚有一小段距離），其東側山區有南北向的古步道，沿線有多所佛、道教寺廟宮觀，為傳統風景區。2001年3月，由交通部觀光局主導成立「獅頭山風景區」，將範圍擴大至包括上述3鄉鎮及新竹縣北埔鄉、竹東鎮的諸多景點，總面積約24,221公頃；並與梨山風景區、八卦山風景區整合成為參山國家風景區。
獅頭山為北台灣佛教、道教名山，勸化堂（含輔天宮、開善寺）、獅巖洞（元光寺）等寺廟宮觀依山勢而建，樣式古樸壯觀，周遭環境優雅，為著名的朝聖地。北埔老街一帶有國定古蹟金廣福、天水堂與縣定古蹟姜阿新洋樓、慈天宮等，充滿客家古樸風味；再加上南庄地區的原住民賽夏族、泰雅族文化景觀，造就獨特多元的人文風貌。
獅頭山風景區內動植物生態很豐富，山林間多翠鳥、鉛色水鶇、五色鳥、灰喉山椒鳥、台灣藍鵲、大冠鷲等鳥類；溪流中悠游著台灣本土魚類；而走訪林間步道，則隨處可見油桐、月桃、血藤等植物等迎面招手。

## 獅山遊憩區

### 獅山古道沿線景點

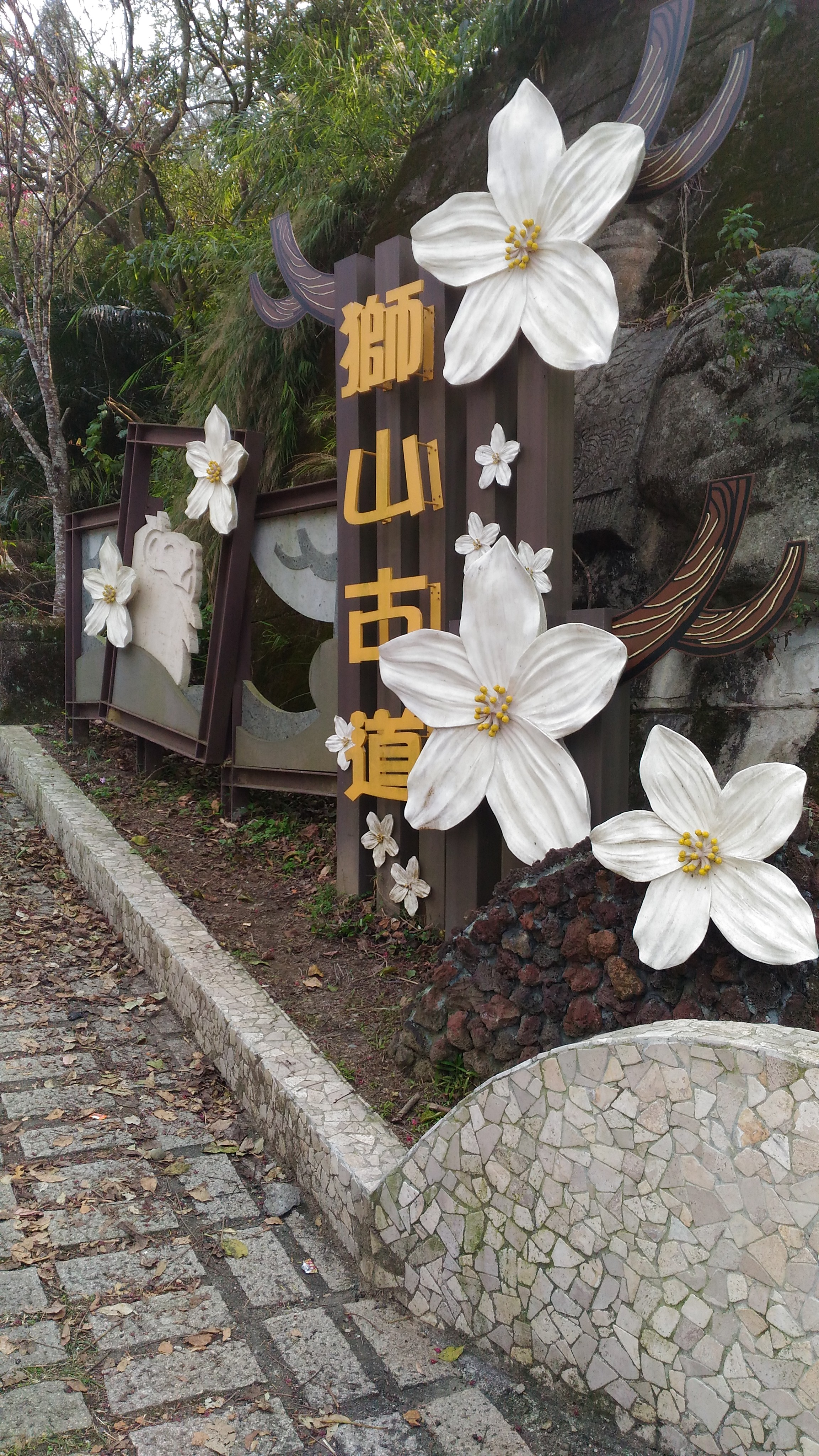
獅山古道入口標誌

- 獅尾登山口（以下峨眉鄉七星村）獅山古道入口標誌
- 萬佛庵萬佛庵
- 靈霞洞
- 金剛寺
- 海會庵
- 覺然塔
- 元光寺

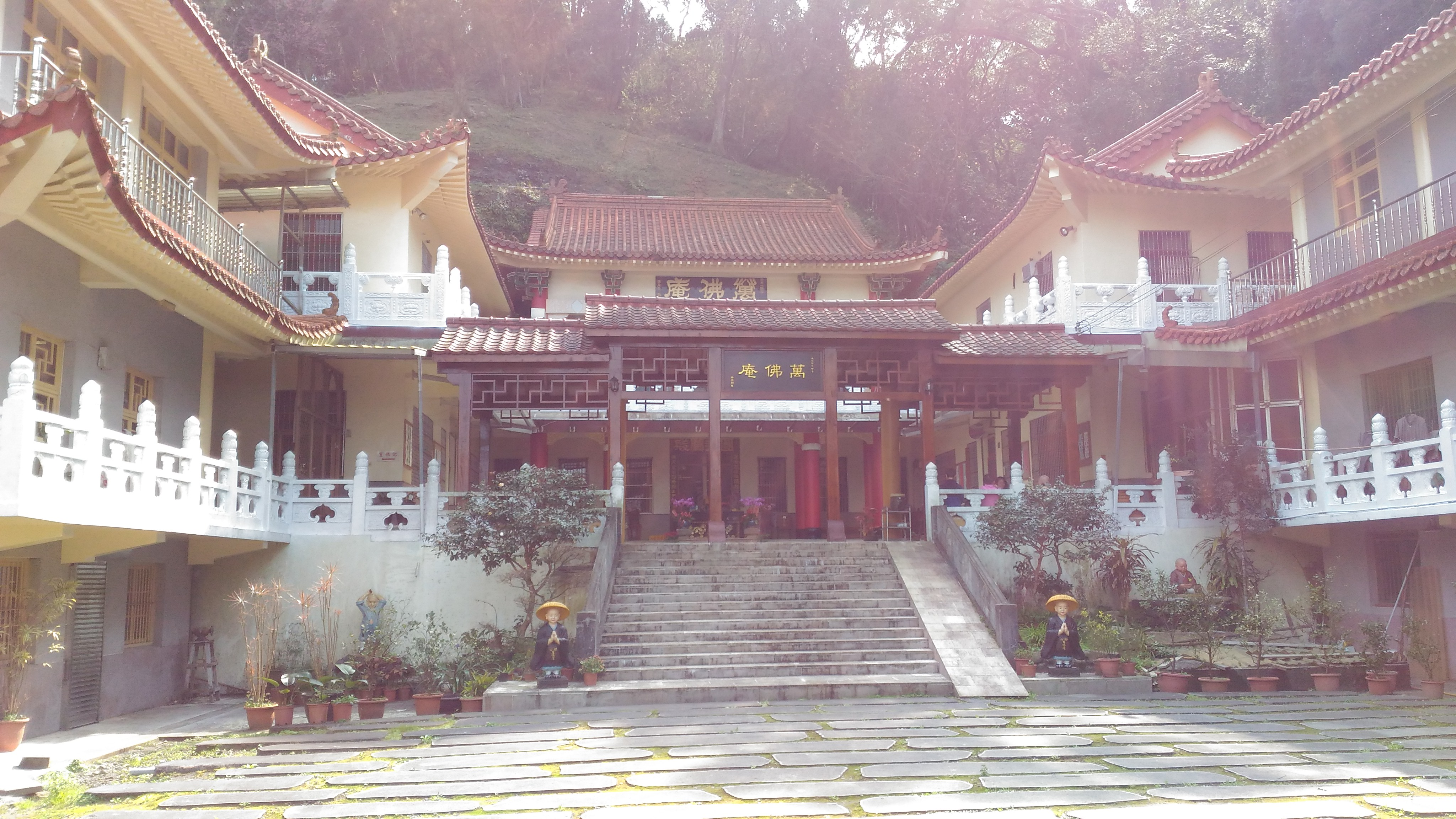
萬佛庵

- 望月亭（峨眉鄉七星村、南庄鄉獅山村交界處）
- 勸化堂（南庄鄉獅山村）
- 獅山古道（峨眉鄉七星村、南鄉獅山村）獅山古道，圖中為萬佛庵前的山崖。

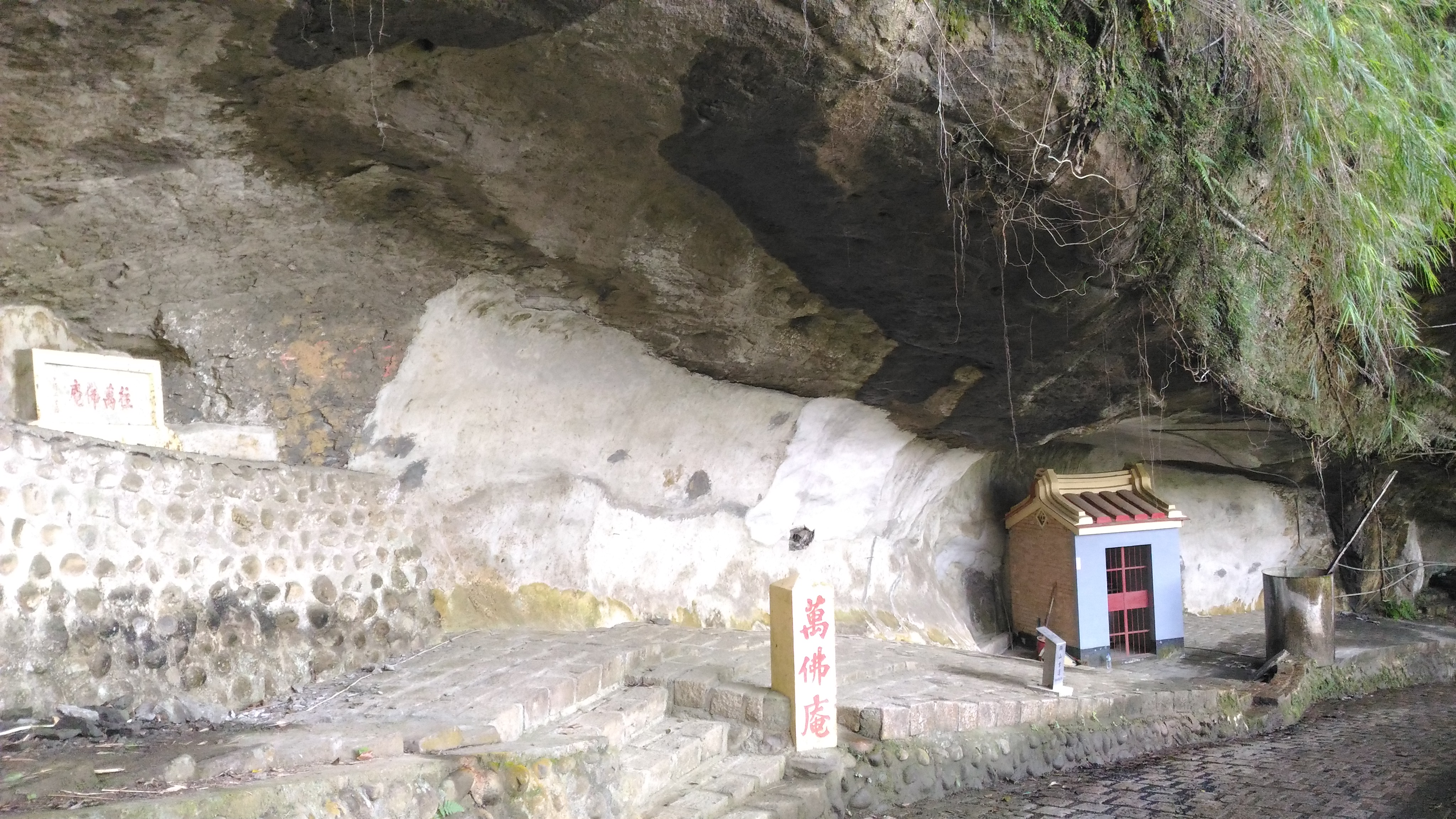
獅山古道，圖中為萬佛庵前的山崖。

### 獅頭山臨近景點
- 獅山遊客中心（峨眉鄉七星村）
- 水濂洞（峨眉鄉七星村）
- 水濂橋步道（峨眉鄉七星村）
- 藤坪步道（峨眉鄉七星村）
- 六寮步道（峨眉鄉七星村）
- 猿山步道（峨眉鄉七星村、南庄鄉獅山村）

### 峨眉湖臨近景點
- 峨眉湖環湖步道（峨眉鄉湖光村、富興村）
- 十二寮休閒農園（峨眉鄉湖光村）
- 十二寮步道（峨眉鄉湖光村）

### 北埔鄉、竹東鎮景點

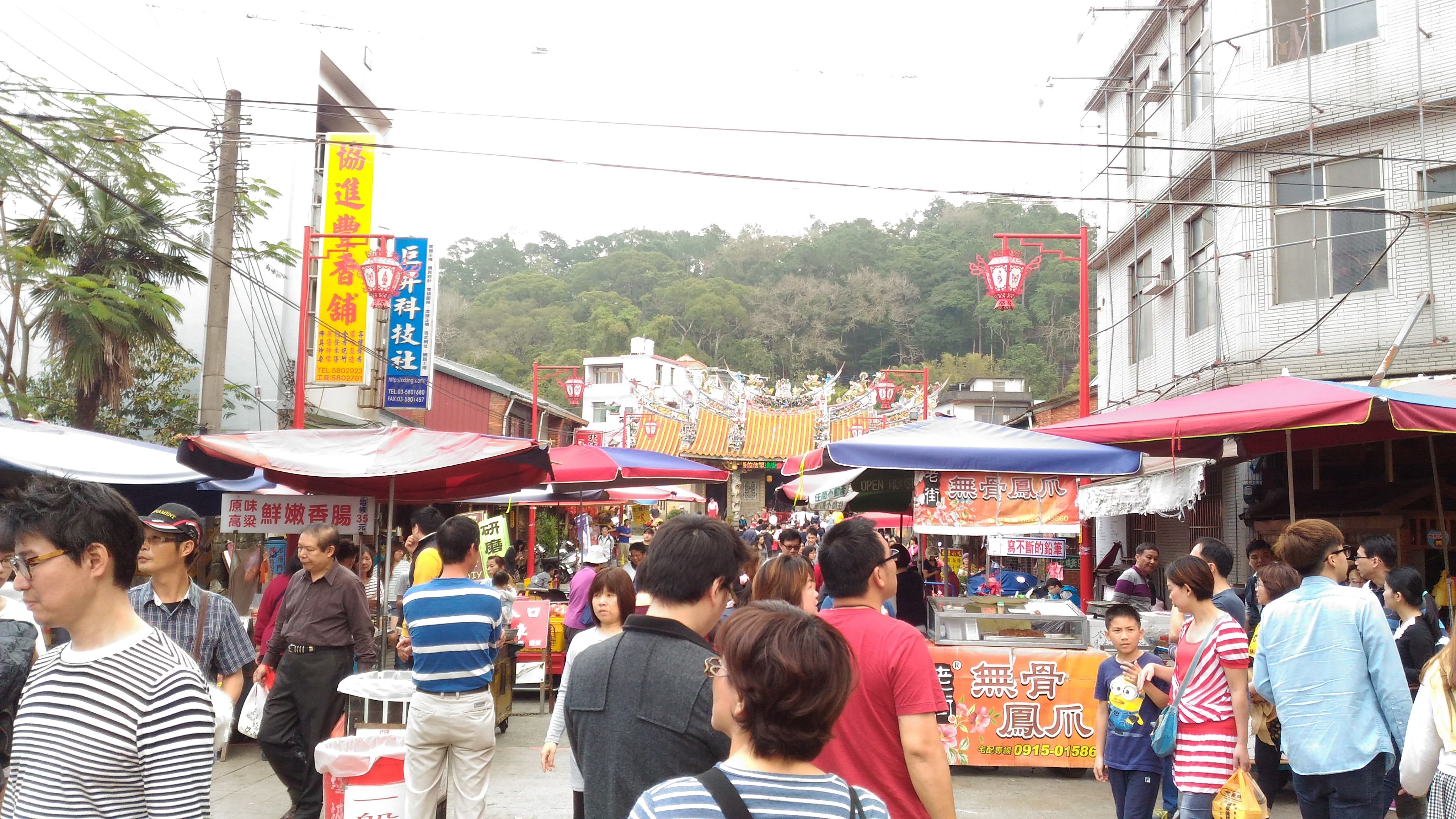
慈天宮前的北埔老街

- 北埔老街（北埔鄉街區）慈天宮前的北埔老街
- 北埔冷泉（北埔鄉外坪村）
- 二寮神木（北埔鄉大林村）
- 綠世界生態農場（北埔鄉大湖村）
- 五指山風景區（北埔鄉外坪村、竹東鎮上坪里）
- 神秘國度森林渡假村（竹東鎮瑞峰里）

### 三灣鄉景點
- 銅鏡山林步道（三灣鄉銅鏡村）
- 山塘背登山步道（三灣鄉三灣村）

## 南遊憩區
- 蓬萊溪自然生態園區
- 向天湖
- 小東河登山步道
- 通安步道
- 八卦力部落
- 賽夏族民俗文物館
- 鹿場部落
- 加里山步道
- 橫屏背生態賞魚步道
- 風美溪與神仙谷
- 南江休閒農業區
- 石門步道
- 石壁染織工坊DIY
- 瓦祿產業文化館
- 峭壁雄風
- 東河瓦祿
- 南遊客中心
- 南山間情調咖啡

## 鄰近景點
- 仙山
- 雪霸國家公園
- 永和山水庫
- 內灣
- 南庄老街

## 外部連結
- 交通部觀光局參山國家風景區管理處官方網站 （页面存档备份，存于）